# Arthroleptides
Arthroleptides és un gènere de granotes de la família dels petropedètids que es troba a les muntanyes de Kenya i Tanzània. Conté les següents espècies:
- Arthroleptides dutoiti (Loveridge, 1935)
- Arthroleptides martiensseni (Nieden, 1911)
- Arthroleptides yakusini (Channing, Moyer i Howell, 2002)